# غلستان (نشان)
غلستان هي بلدة في مقاطعة نشان في ولاية قشقداريا في أوزبكستان.